# Vyšný Komárnik
Vyšný Komárnik je obec na Slovensku, v okrese Svidník v Prešovském kraji. Žije zde 80 obyvatel.

## Název
- 1600 – Fölsö Komornik
- 1618 – Felso Komarnik
- 1773 – Felső-Komárnyik, Felső-Komarnyik, Wissny Komarnik
- 1786 – Felschő-Komarnyik
- 1808 – Felső-Komárnik, Horní Komárnik
- 1863–1882 – Felsőkomárnik
- 1888–1902 – Felsőkomarnik
- 1907–1913 – Felsőkomárnok
- 1920 – Vyšný Komárnik
- 1927–1965 – Vyšný Komárnik, Vyšnyj Komarnik
- 1965 – Vyšný Komárnik (doposud)

## Historie
První písemná zmínka o obci pochází z roku 1600 pod názvem Fölsö Komornik.
Obec založili v letech 1573 až 1600. Patřila k Panství Makovica. Roku 1713–1714 byla zpustošena a opuštěná v důsledku předcházejících útoků polských ozbrojených skupin.

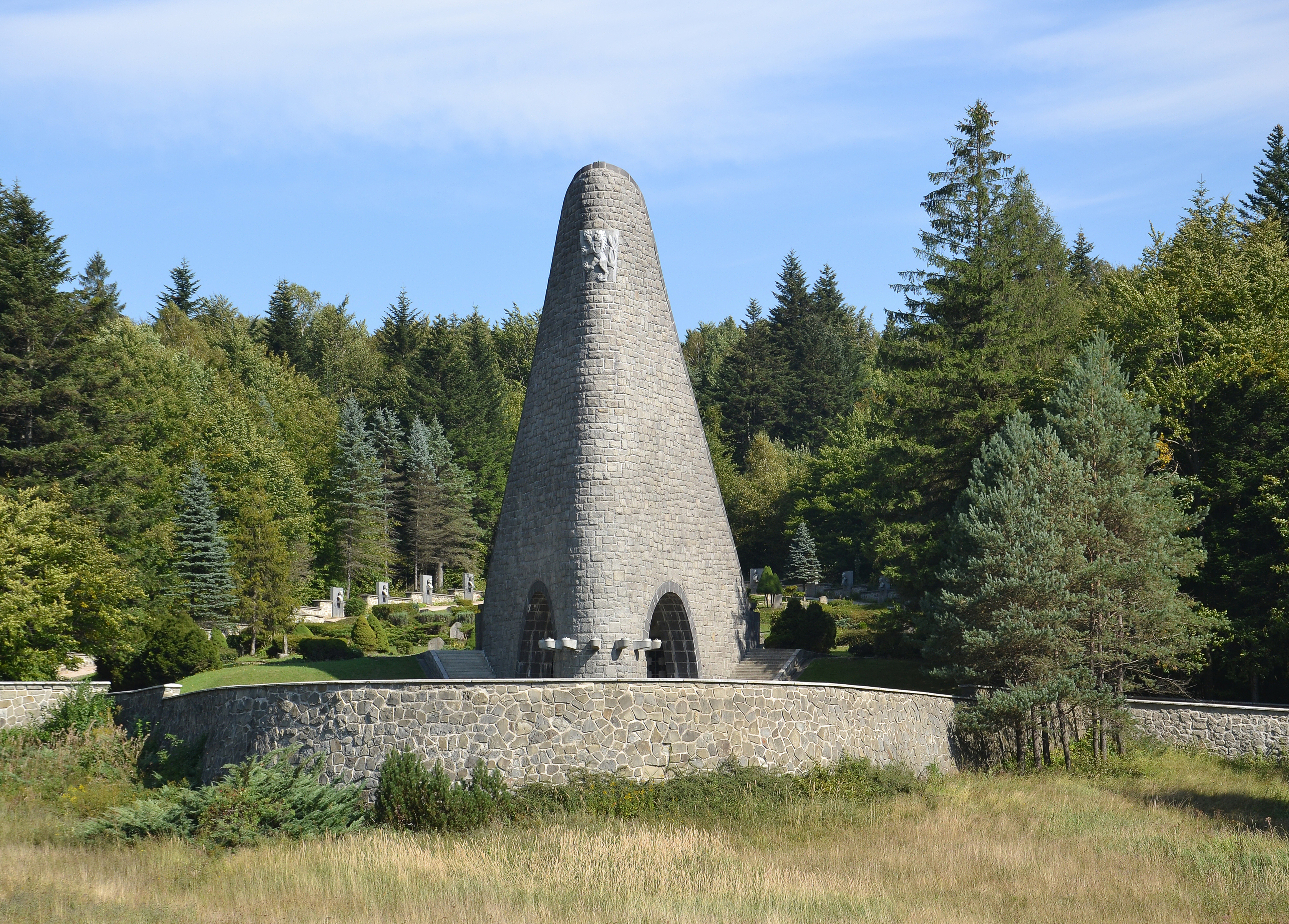
Památník Karpatsko-dukelské operace z roku 1962 v Dukelském průsmyku

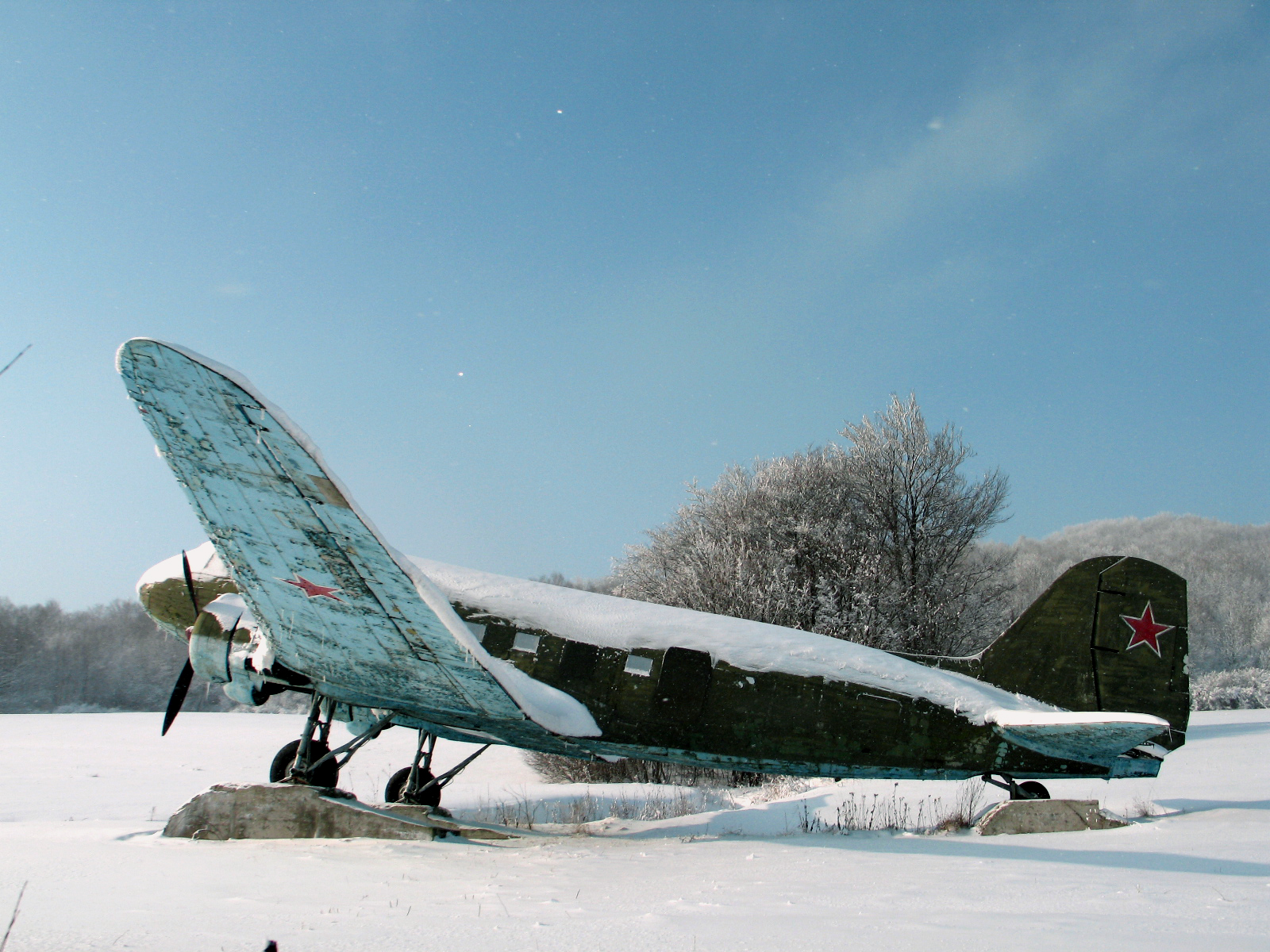
Exponát sovětského vojenského letounu Li-2 z druhé světové války severozápadně od obce Vyšný Komárnik

V roce 1713–1714 obec měla 25 domů a 164 obyvatel, v roce 1828 34 domů a 262 obyvatel, v roce 1940 v obci bylo 35 domů, ve kterých žilo 164 obyvatel, kteří se zaobírali zemědělstvím. V polovině 19. století obec postihlo vystěhovalectví.
V letech 1715–1720 se pro špatné hospodářské podmínky obec vylidnila. Její obyvatelé odešli za obživou do úrodnějších jižnějších krajů, kde byl po odchodu Turků nedostatek pracovních sil. Roku 1865 zde byla v provozu parní pila, která působila až do první světové války, kdy byla zničena. Vojenské operace rakousko-uherské armády neuchránily lidská obydlí, která lehla popelem. Také byla úplně zničena i dřevěná cerkva (řeckokatolický kostelík) z roku 1700, která by dnes patrně patřila mezi historické skvosty slovenské sakrální architektury.
Za první československé republiky obyvatelé pracovali v lesích a stále zde probíhalo značně intenzivní vystěhovalectví.

### Karpatsko-dukelská operace
V době druhé světové války a Karpatsko-dukelské operace se právě tato obec stala prvním sídlem na území Československa, kterou dne 6. října osvobodily jednotky 1. československého armádního sboru. V průběhu bojů byla obec celkově zničena.
Po válce byla obec vyznamenána státním vyznamenáním Československé republiky Řádem rudé hvězdy. Část zdejšího obyvatelstva pracuje v lesním hospodářství a v průmyslových podnicích v Košicích a ve Svidníku. Půdu obhospodařují soukromě hospodařící rolníci.

## Přírodní poměry
Obec leží v severní části Nízkých Beskyd, v nejzápadnější části Laborecké vrchoviny v malé kotlině, pramenné oblasti říčky Ladomirky při státní hranici s Polskem. V katastrálním území obce se nachází Dukelský průsmyk, který patří k nejnižším průchodům přes pohraniční hřeben Nízkých Beskyd, s nadmořskou výškou 502 metrů nad mořem. Členitý povrch katastru tvoří flyšové vrstvy s výskyty ropy, která se zde v minulosti pokusně těžila. V oblasti obce roste souvislý les s porostem buků, jedlí a bříz. V extravilánu obce se nacházejí mokřady o rozloze 10 000 m² v oblasti Salašiska.
Obcí protéká potok Ladomirka, jde o levostranný přítok Ondavy s délkou přibližně 22 km. Pramení ve Svidnickém sedle ve výšce 455 metrů nad mořem, těsně u státní hranice s Polskem. Až po Nižný Komárnik je napájená 4 krátkými levostrannými přítoky. Nejdelší z nich (1 km) je asi potok Dlhonec. Z pravé strany ji napájejí dva drobné přítoky.

## Obyvatelstvo
|           | 1869 | 1880 | 1890 | 1900 | 1910 | 1921 | 1930 | 1940 | 1948 | 1961 | 1970 |
| --------- | ---- | ---- | ---- | ---- | ---- | ---- | ---- | ---- | ---- | ---- | ---- |
| Obyvatelé | 162  | 195  | 189  | 212  | 194  | 175  | 192  | 164  | 165  | 173  | 137  |

## Obecní správa

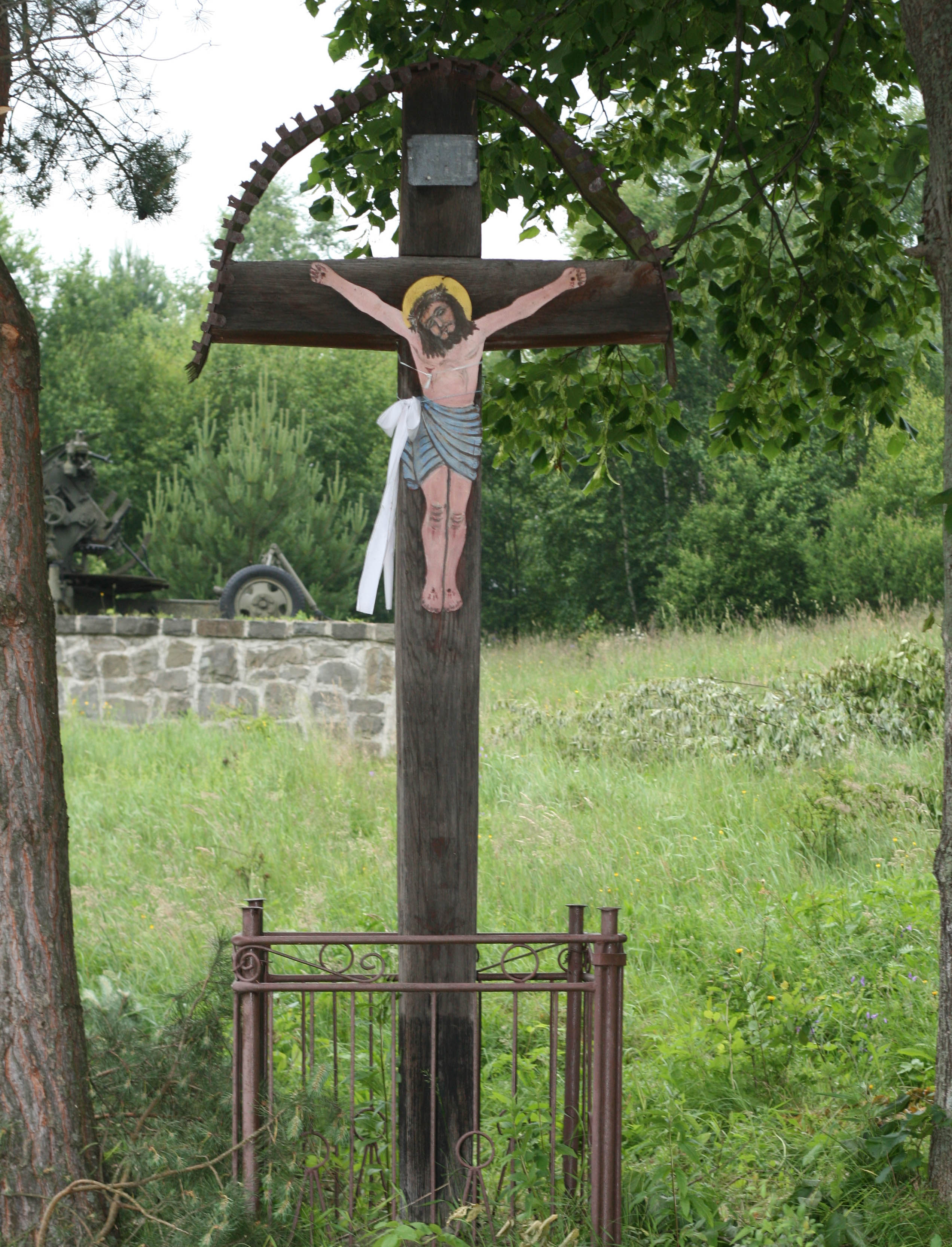
Dřevěné kříže u cesty patří ke zvyklostem místních obyvatel.

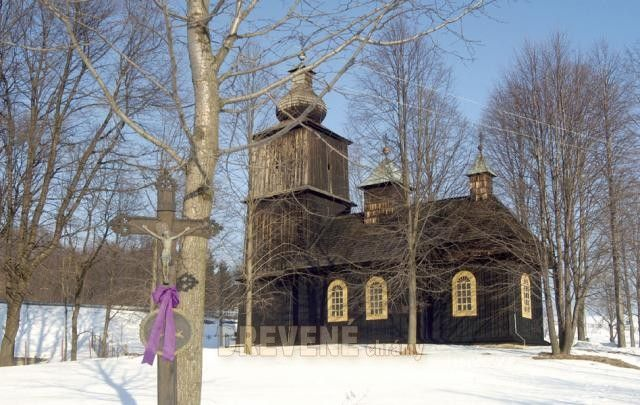
Řeckokatolický dřevěný chrám svatých Kosmy a Damiána z roku 1924

Obec patřila do Šarišské župy a okresu Svidník. Po vzniku samostatného Československa v roce 1918 spadala pod Prešovský kraj a do svidnického okresu. Vznikem Východoslovenského kraje v roce 1960 byla jeho součástí a patřila do okresu Bardejov. Od roku 1968 do svidnického okresu. Po vzniku samostatné Slovenské republiky v roce 1993 a novém územněsprávním členění byla začleněna do Prešovského kraje a okresu Svidník.

### Obecní symboly
Znak obce je navržen podle otisků pečetidel z roku 1788 a 1868. V červeném štítu ze stříbrného vršku vyrůstá zlatý latinský kříž, po jeho bocích stojí dva ozbrojení rytíři se stříbrnými meči a ve stříbrných brněních. Autorem znaku je Jozef Novák a Ladislav Čisárik a byl přijat na obecním zasedání dne 15. června 2003. Obecní znak je zapsán v Heraldickém registru Slovenské republiky pod pořadovým číslem V-201/2003.
Vlajka obce je tvořena čtyřmi vodorovnými pruhy v barvách červená, bílá, žlutá a bílá. Vlajka má poměr stran 2:3 a ukončena je třemi cípy, tj. dvěma zástřihy, sahajícími do třetiny jejího listu.

## Pamětihodnosti
Cerkev svatého Kosmy a Damiána z roku 1924 byla postavena na místě starší dřevěné stavby pocházející z roku 1700 zničené v první světové válce. Kostel je zasvěcen byzantským světcům, bratrům léčitelům Kosmovi a Damiánovi (Cyrilovi a Metodějovi). Má velkou předsíň s hranolovou věží z exteriéru chráněnou vertikálními deskami. Ve věži jsou instalovány čtyři zvony. Původ ikonostasu není znám. Jednotlivé ikony jsou součástí liturgie východní církve. Stavba chrámu je roubené konstrukce, věž sloupové konstrukce. Postavena je na nízkém kamenném základu. Chrám je trojdílný, trojprostorový, trojvěžový s třemi kovovými kříži. Vchod je situován ze západní strany přes předsíň. Chybí v něm chór. V půdorysu je nejširší chrámová loď. Zajímavosti u tohoto chrámu jsou vysoká okna ve svatyni a chrámové lodi.